# Priorato de San Pedro (Dinamarca)
El priorato de San Pedro fue un monasterio agustino situado entre las localidades de Grinderslev y Breum, en el centro norte de Dinamarca.
El priorato de San Pedro se estableció hacia 1150 durante el mandato del obispo de Viborg, Svend, y el obispo Eskil, su hermano y sucesor. El obispo Svend era un firme partidario del rey Valdemar I. La primera referencia registrada esta en 1176 cuando el obispo de Viborg, Niels, estableció un "acuerdo de hermandad" entre San Pedro y el capítulo de la catedral de Viborg.
En 1531 los agustinos habían abandonado San Pedro. Viborg era un hervidero de agitación luterana contra las creencias católicas, sus costumbres y sus instituciones.